# Carroll Baker
Carroll Baker (Johnstown, Pensilvania, 28 de mayo de 1931) es una actriz retirada estadounidense.

## Biografía

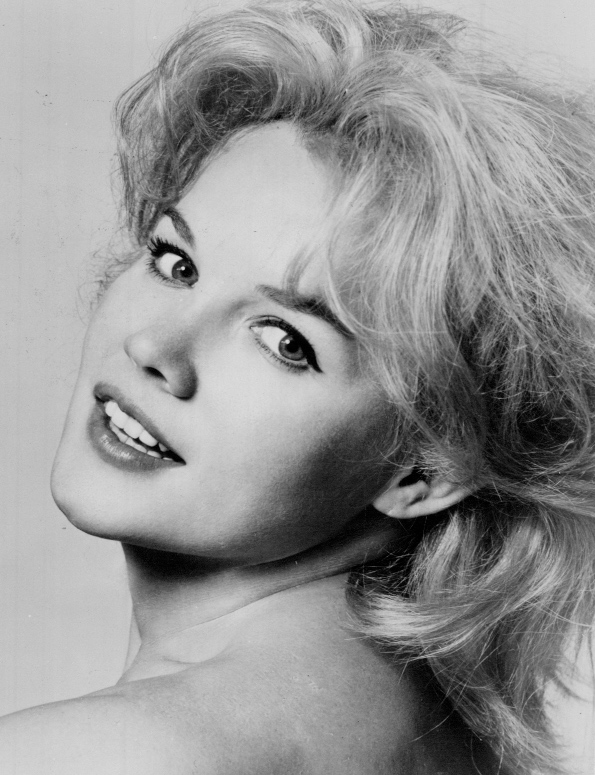
Carroll Baker en 1962

De ascendencia ruso-polaca, Carroll Baker destacó en la década de los cincuenta, llegando a ser nominada al premio Óscar, pero su carrera entró muy pronto en decadencia. Llegó a ser considerada un símbolo sexual, pero posteriormente, solo participó en papeles secundarios, en algunos filmes europeos y en México.
Entre sus películas más importantes se encuentran Gigante (con James Dean, Rock Hudson y Elizabeth Taylor), Baby Doll (con Karl Malden, dirigidos por Elia Kazan), La conquista del Oeste y Harlow, la rubia platino (1965), película biográfica sobre la actriz de los años 1930 Jean Harlow. Por Baby Doll fue nominada al Óscar.

## Carrera
Estudió danza y se unió a un grupo de baile a principios de los 1950. También trabajó como acompañante de un mago antes de dar el salto al cine con la película de Charles Walters Easy to Love (1953).
Un año después del estreno del citado film, Carroll se trasladó a Nueva York para matricularse en el famoso Actors Studio. Allí conoció al director y guionista Jack Garfein, con quien contrajo matrimonio en 1955. 
Después de trabajar brevemente en el teatro de Broadway, consiguió aparecer en dos títulos de impacto, Gigante, de 1956, película de George Stevens, en la que interpretó a la hija de Elizabeth Taylor y Rock Hudson y sobre todo, Baby Doll del año 1956 de Elia Kazan. Gracias a esta película coprotagonizada por Karl Malden, se convirtió en estrella y fue nominada al Óscar.
La prometedora carrera de Baker se estancó con el transcurso de los años en películas y papeles de escasa calidad. 
Entre sus títulos más destacados después de Baby Doll se encuentran: Horizontes de grandeza (1958), de William Wyler; No soy para ti (1959), de Walter Lang; la superproducción La conquista del Oeste (1962); El gran combate, de 1964, film de John Ford en el que Carroll interpretó a una maestra cuáquera, o Harlow, la rubia platino (1965), un film biográfico sobre Jean Harlow dirigido por Gordon Douglas. 
En 1969 se divorció de Jack Garfein, con quien tuvo a sus hijos Blanche y Herschel, en los años 1970 y 1980 actuó principalmente en películas europeas. En 1982 se casó con el actor Donald Burton, quien moriría en 2007 en su casa de California.
En 1990 formó parte del elenco de la comedia Poli de guardería protagonizada por Arnold Schwarzenegger haciendo el personaje de Eleanor Crisp. En 1997 participó en The Game de David Fincher, junto a Michael Douglas y Sean Penn. 
Se retiró del mundo del cine en 2002.

## Filmografía
- Gigante (1956)
- Baby doll (1956)
- Horizontes de grandeza (1958)
- No soy para ti (1959)
- La conquista del oeste (1962)
- El gran combate (1964)
- La historia más grande jamás contada (1965)
- Harlow la rubia platino (1965) (documental)
- Ciclón (1978)
- Poli de guardería (1990)

## Premios y distinciones
Premios Óscar
| Año  | Categoría    | Película  | Resultado |
| ---- | ------------ | --------- | --------- |
| 1957 | Mejor actriz | Baby Doll | Nominada  |